# Red Bull Arena (Harrison)
Red Bull Arena je fotbalový stadion ve městě Harrison v New Jersey. Otevřen byl 20. března 2010, své domácí zápasy zde hraje tým MLS New York Red Bulls.
Stadion byl navržen tak, aby všech více než 25 tisíc sedadel bylo skryto pod průsvitnou zatahovací střechou a odpovídal úrovni fotbalových stadionů ve světě. Je podobný Hypo-Areně v rakouském Klagenfurtu. Stojí na břehu řeky Passaic, s vyhlídkou na město Newark, západně od New Yorku.

## Výstavba
Původně se měl stadion začít stavět už v létě 2004, aby se sem mohl tým MetroStars přestěhovat z Giants Stadium už před sezonou 2006, ale projekt byl zastaven. Jednání mezi MLS a státem New Jersey se protáhlo a stavební povolení bylo vydáno až v létě 2005. Další průtahy zapříčinilo sdružení ochránců životního prostředí a zemní práce tak započaly až 9. září 2006. Poté však MetroStars koupila od AEG rakouská firma Red Bull a otevření stadionu plánované na rok 2007 se opět oddálilo. Po dalších jednáních Red Bull odkoupil od AEG také podíl na stadionu. Red Bull změnil název na Red Bull Park a především plány na vybudování pódia na stadionu. Nechal také předělat celkový design projektu, do kterého chtěl zahrnout zatahovací střechu, což zvýšilo napětí mezi oběma společnostmi. Stavební práce začaly se začátkem roku 2008 zapuštěním 3 tisíc dřevěných pilotů podpírajících konstrukci z 9 tisíc tun oceli. Stavbu prováděla firma Hunter Roberts Construction Group, LLC z New Jersey.
Prvním zápasem v Red Bull Areně byl 27. března 2010 duel domácích Red Bulls proti celku Chicago Fire.